# Fengman
Fengman (丰满区; Pinyin: Fēngmǎn Qū) ist ein Stadtbezirk der bezirksfreien Stadt Jilin in der Provinz Jilin im Nordosten der Volksrepublik China. Er hat eine Fläche von 1.032 km² und zählt 296.822 Einwohner (Stand: Zensus 2010).

## Administrative Gliederung
Auf Gemeindeebene setzt sich der Stadtbezirk aus sieben Straßenvierteln, einer Großgemeinde und drei Gemeinden zusammen. Diese sind:
- Straßenviertel Taishan (泰山街道), Regierungssitz des Stadtbezirks;
- Straßenviertel Fengman (丰满街道);
- Straßenviertel Gaoxin (高新街道);
- Straßenviertel Hongqi (红旗街道);
- Straßenviertel Jiangnan (江南街道);
- Straßenviertel Shijing (石井街道);
- Straßenviertel Yanfeng (沿丰街道);
- Großgemeinde Wangqi (旺起镇);
- Gemeinde Jiangnan (江南乡);
- Gemeinde Qian Erdao (前二道乡);
- Gemeinde Xiao Baishan (小白山乡);